# Fêtes et jours fériés au Maroc
Les fêtes et jours fériés au Maroc se répartissent en neuf fêtes civiles nationales (dont les fêtes internationales du 1er janvier et du 1er mai) et quatre fêtes religieuses (Aïd el-Fitr, Aïd al-Adha, Al-Mawlid et le jour de l'an hégire).
La plus grande fête nationale est la fête du Trône le 30 juillet, entrecoupé de plusieurs cérémonies officielles et populaires, qui correspond à l'anniversaire de l'intronisation du roi et de son allégeance officielle. 
. Elle précède de peu au calendrier trois autres fêtes qui se répartissent entre le 14 et le 21 août.

## Fêtes nationales marocaines
| Date        | Nom français                   | Nom local                     | Description |
| ----------- | ------------------------------ | ----------------------------- | --- |
| 1er janvier | Nouvel An                      | رأس السنة الميلادية           | |
| 11 janvier  | Manifeste de l'indépendance    | ذكرى تقديم وثيقة الاستقلال    | Le Manifeste du 11 janvier 1944 ou Manifeste de l'Indépendance du Maroc est un acte grandement symbolique au Maroc, qui consolide et formalise les prises de position nationalistes issues du Manifeste contre le Dahir berbère de 1930. Le 11 janvier est officiellement jour férié au Maroc. |
| 14 janvier  | Nouvel An Amazigh              | ⵉⴹ ⵏ ⵉⵏⵏⴰⵢⵔ                   | Jour du nouvel an berbère. Déclaré comme fête nationale le 3 mai 2023 par le Roi Mohammed VI. |
| 1er mai     | Fête du Travail                | عيد الشغل                     | Un jour férié. |
| 30 juillet  | Fête du Trône                  | عيد العرش                     | Cette fête, qui est la plus importante fête civile au Maroc, célèbre le jour de l'intronisation du monarque. Elle avait lieu le 3 mars à l'époque de Hassan II et le 18 novembre à celle de Sidi Mohammed ben Youssef/Mohammed V ; officieusement inaugurée en 1933, sous le règne de ce dernier, par des nationalistes marocains voulant défier les autorités françaises qui gouvernaient le Maroc, elle a été officialisée l'année suivante. |
| 14 août     | Allégeance Oued Eddahab        | ذكرى استرجاع إقليم وادي الذهب | Marque le retour des provinces sahariennes au Maroc. |
| 20 août     | Révolution du Roi et du Peuple | ذكرى ثورة الملك والشعب        | Il rappelle la déportation du sultan Mohammed V, après sa destitution par les autorités françaises en 1953. Cet événement avait provoqué un sursaut de nationalisme dans la population outrée par ce geste de la puissance occupante. Aujourd'hui on organise des défilés militaires partout dans le Royaume, on lance des feux d'artifice. |
| 21 août     | Fête de la Jeunesse            | عيد الشباب                    | L'anniversaire du roi Mohammed VI |
| 6 novembre  | Marche verte                   | ذكرى المسيرة الخضراء          | depuis 1975 |
| 18 novembre | Fête de l'indépendance         | عيد الاستقلال                 | La fin du protectorat de la France sur le Maroc en 1955 (Fête nationale du pays) |

## Fêtes religieuses marocaines
| Date hégire (lunaire) | Nom français                                  | Nom local         | Remarques |
| --------------------- | --------------------------------------------- | ----------------- | --- |
| 1er chawal            | Fête de la rupture du jeûne ou la petite fête | Aïd el-Fitr       | Marque la fin du ramadan (Deux jours fériés pour les administrations et le secteur privé (Décret n° 2-04-426). |
| 10 dhou al-hijja      | La grande fête ou fête du sacrifice           | Aïd al-Adha       | Commémore le sacrifice du prophète Abraham (Deux jours fériés pour les administrations et le secteur privé (Décret n° 2-04-426).) |
| 12 rabia al awal      | Naissance du prophète de l'islam Mahomet      | Al-Mawlid         | Deux jours fériés pour les administrations et le secteur privé et un jour pour les entreprises commerciales( Boutique, supermarché, restaurant, Café... ) et industrielles, dans les professions libérales et dans les exploitations agricoles et forestières. (Décret n° 2-04-426). |
| 1er Mouharram         | Jour de l'an hégire                           | رأس السنة الهجرية | Un jour férié pour les administrations et le secteur privé |

Le décret n° 2.04.426 et le décret n° 2.00.166 du 10 mai 2000 modifiant et complétant le décret n° 2.77.169 du 28 février 1977 précise que les fêtes religieuses donnent lieu à 2 jours fériés pour les administrations, les entreprises et la fonction publiques.